# 卑南上圳
卑南上圳為一座位於臺灣臺東縣卑南鄉境內的灌溉水圳系統，因该鄉另有一座灌溉水圳系統名為「卑南大圳」，為區隔兩者而得名「卑南上圳」，水圳目前由農業部農田水利署臺東管理處卑南工作站進行維護與管理。

## 沿革

### 起源
卑南上圳工程最初始於日治時代末期當時日本台灣總督府計畫於台東紅葉清水地區建設水壩與水力發電廠進行發電的計畫，該計畫代號為清水計畫，然而第二次世界大戰後期美國向還在日本殖民政府統治下的臺灣進行轟炸導致物資缺乏，使得日本殖民政府在離開臺灣前，清水計劃始終沒有實際執行。直到二戰後因為卑南平原一帶之農地地勢較高，無灌溉設施。臺灣省政府為平衡東部地區發展，再加上當時臺灣社會處於與中國大陸的緊張關係之下，因此積極將臺灣各地之荒地改造成稻田，以做為儲備糧倉。

### 規劃
省府委員南志信曾率領地方人士極力爭取卑南上圳。在時任總統的蔣中正來到該地區訪查後，指示清水地區應該建設卑南上圳工程。
因此，1948年（民國37年）起先後省政府水利局、台灣電力公司、水資會等機關多次調查規劃。在1970年（民國61年）11月成立第四規畫調查隊，由隊長，當時陳大慶省府第八工程處的胡江東與劉定遠隨同部分第八工程處人員以鹿野溪下游羅試地區興建進水口攔水壩為前提下進行調查工作，在1971年（民國62年）6月提出第一期的工作報告，報告指出，在經過鹿野溪羅試地區鑽探後，該區礫石堆積層太厚，非常不利於建設水壩，應重新尋找新的地點建築卑南上圳所需的攔水壩。
1971年11月，經由省政府水利局探勘隊探勘後，選定在原羅試水壩預定地下游約0.8公里處的上里地區，該區鹿野溪的兩岸硬岩裸露，為適合興建水壩與卑南上圳進水口的極佳地點，並以這個地點進行全面調查。最終在1973年（民國64年）完成卑南上圳灌溉工程計畫報告書。

### 興建
卑南上圳工程於1977年（民國66年）由當時謝東閔省府撥款10億元台幣正式動工。
工程項目包括攔河堰暨進水口各一座，延平鄉與卑南鄉之間的山區，興建卑南上圳導水隧道4,086公尺、幹線12,770公尺、支線四條7,270公尺、灌溉幹管三條16,100公尺及其他灌排設施。其中4.08公里的導水隧道形式為2R（R=1.17公尺）的標準馬蹄鐵型，並且，該隧道是目前全台最長的山岳中型導水隧道。導水隧道開鑿時，因地形所限制，故隧道全線開鑿時，無法藉由設置縱坑或是橫坑來加快隧道挖掘，僅能以上下游頭尾挖掘方式開鑿。
在卑南上圳長達10年的工期中開鑿導水隧道的工程當中一名技工胡仙吉不幸觸電身亡，另外隧道崩坍事件造成四名坑工殉職，總工程一共有五位工程人員不幸殉職。

#### 崩塌事件
卑南上圳的導水隧道開挖過程中發生及多次崩塌事件其中以1983年（民國72年）3月15日發生之崩塌最為嚴重。
1983年（民國72年）3月15日下午04點40分，在導水隧道第五期工程開挖時，隧道上段樁號1K435處（1.435公里處），上方斷層帶突然發生嚴重天然坍方。石屑，塊石夾帶大量泥沙從崩塌處衝到樁號1K280處（1.280公里處），而泥漿更流到樁號0K980處（0.980公里處），等同於坍方的壓力將土石往已開鑿的隧道向外推擠了455公尺。
導水隧道崩塌事件也造成了當時正在挖掘處施工的人員柯榮安、柯瑞木、柯清春、陳仁喜四人不幸罹難。

### 完工
長達4公里的導水隧道最終在1985年（民國74年）4月25日全線貫通，整體工程在1986年（民國75年）5月31日完工，並於1986年（民國75年）10月15日正式通水撥交給台東農田水利會接管，同時，台東農田水利會成立卑南工作站，以辦理卑南上圳灌溉管理營運之相關業務。

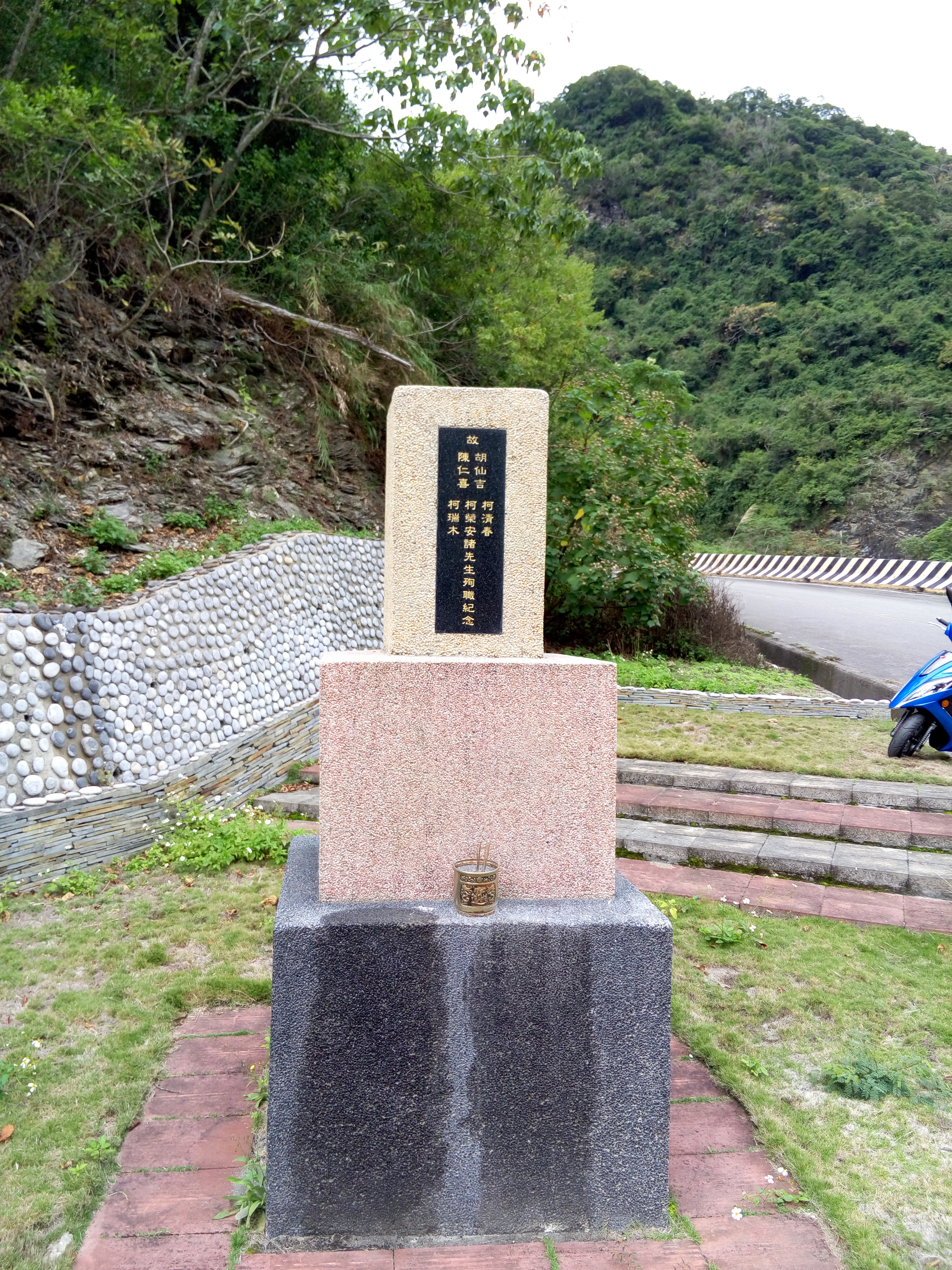
導水隧道崩塌事件紀念碑
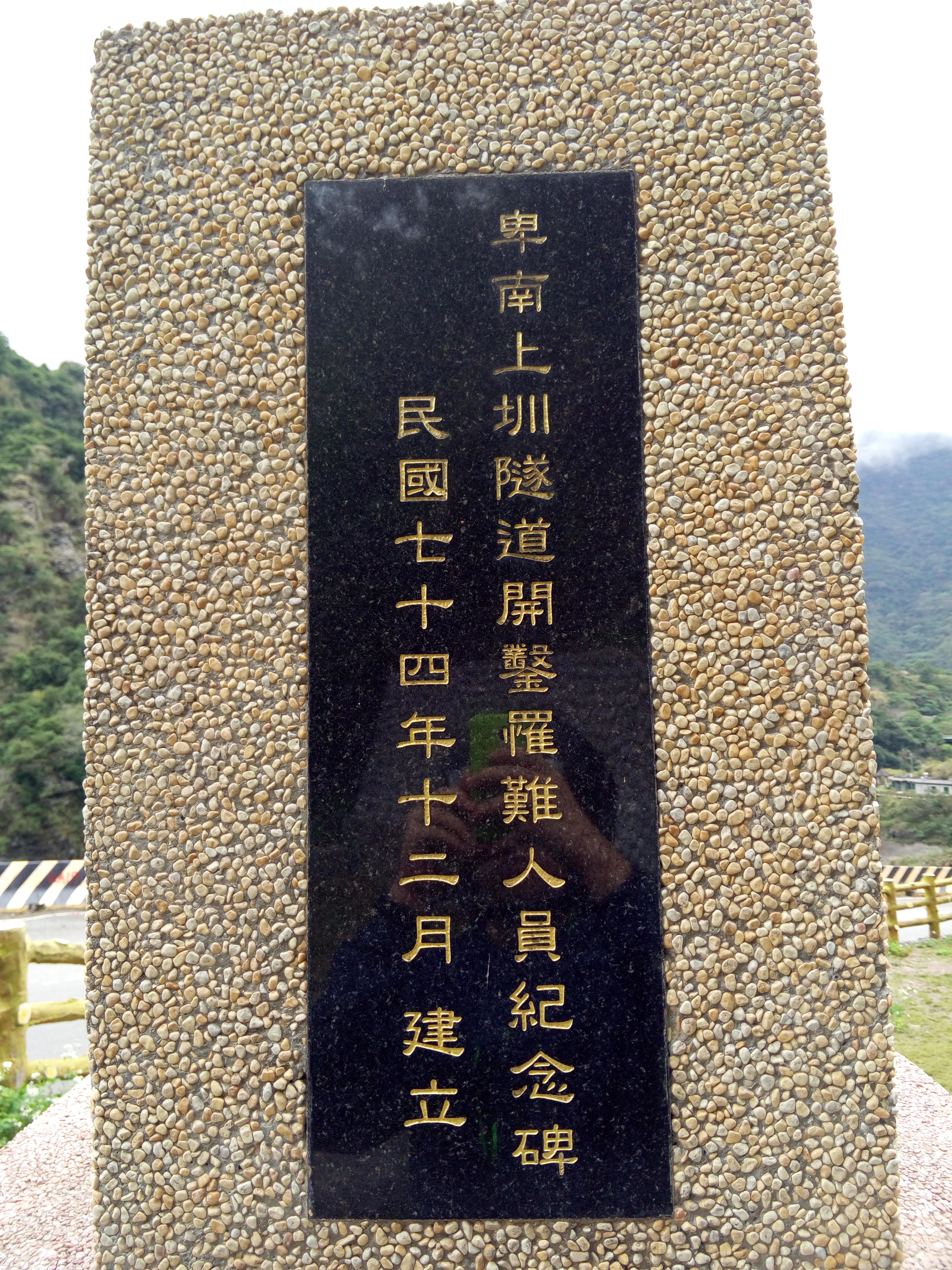
導水隧道崩塌事件紀念碑後碑文
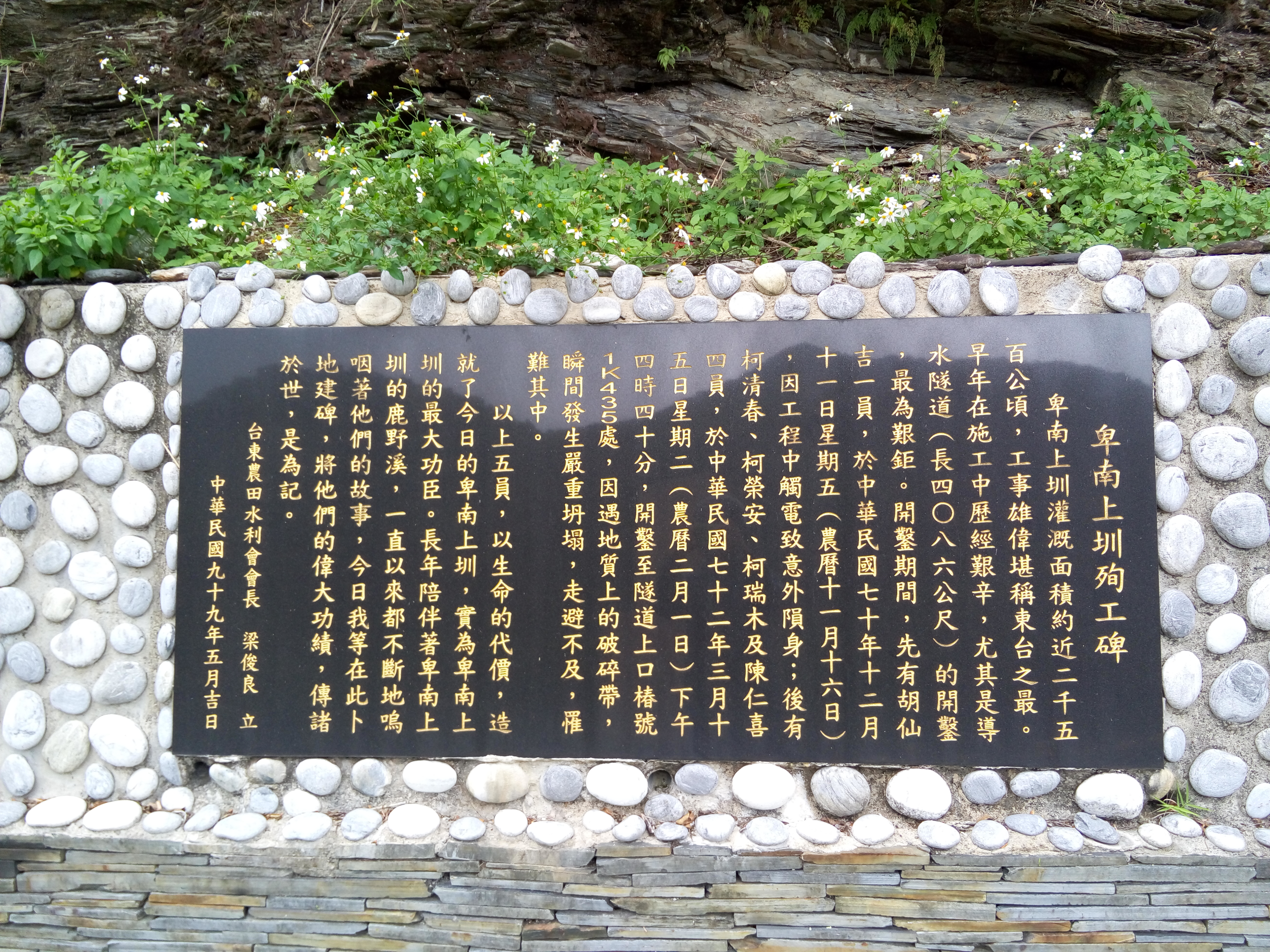
導水隧道崩塌事件詳細紀念說明
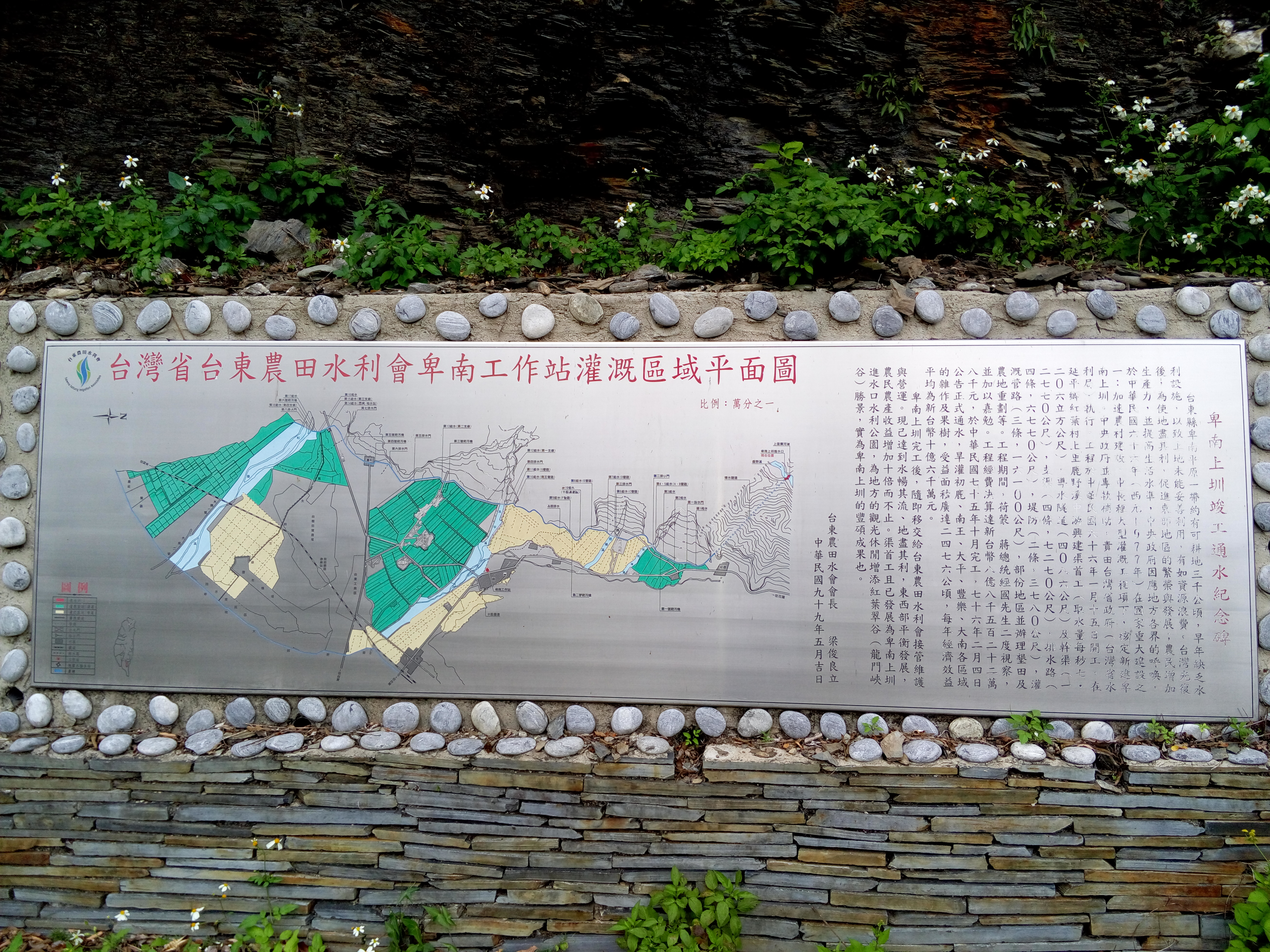
卑南上圳竣工紀念碑，設置於導水隧道崩塌事件紀念碑旁

## 改善工程
- 卑南上圳進水口第一沉砂池排砂道天兔颱風災害修復工程

由於在2013年9月底天兔颱風來襲並造成卑南上圳進水口遭砂石掩埋，農田水利會緊急進行搶修，總計耗費一個多月修復進水口，然而因鹿野溪溪水混濁、含砂量高，導致沉砂池磨損嚴重，為解決溪水濁度高之問題，台東農田水利會宣布卑南上圳全線自2014年2月17日起至2014年4月28日將中斷供水70天以待溪水中的泥沙沉澱。

## 設施

### 進水口
卑南上圳取水口坐落於鹿野溪上游南岸的延平鄉紅葉村上里部落，設有六孔攔污柵進水孔，設計最大引水量為每秒7.206立方公尺，每孔寬度5.0公尺總長30公尺，檻頂標高212.5至212.85公尺，進水口底標高EL.212.0公尺。
制水閘門共設有兩座，長寬各兩公尺。

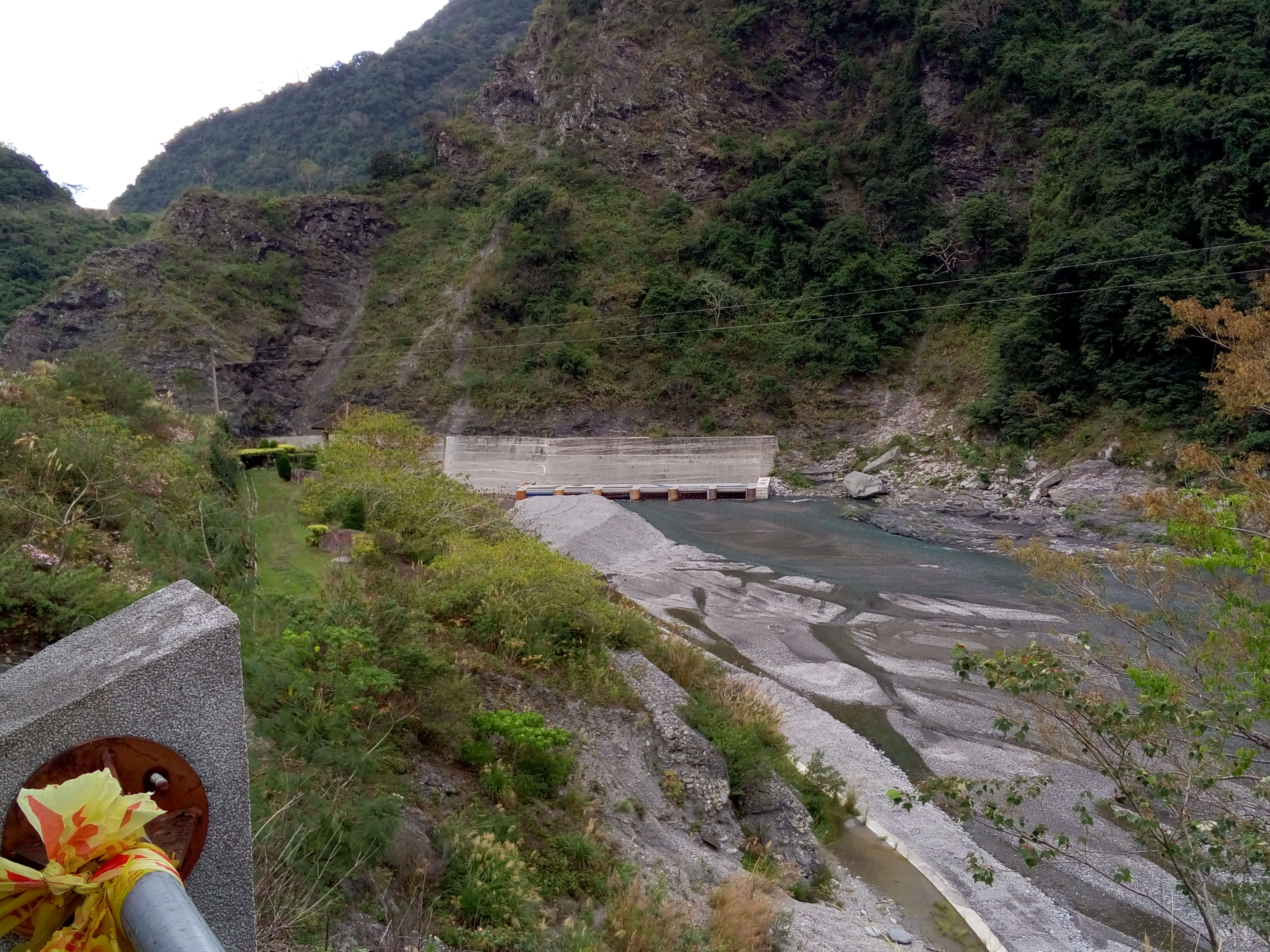
從清水大橋遠眺卑南上圳進水口
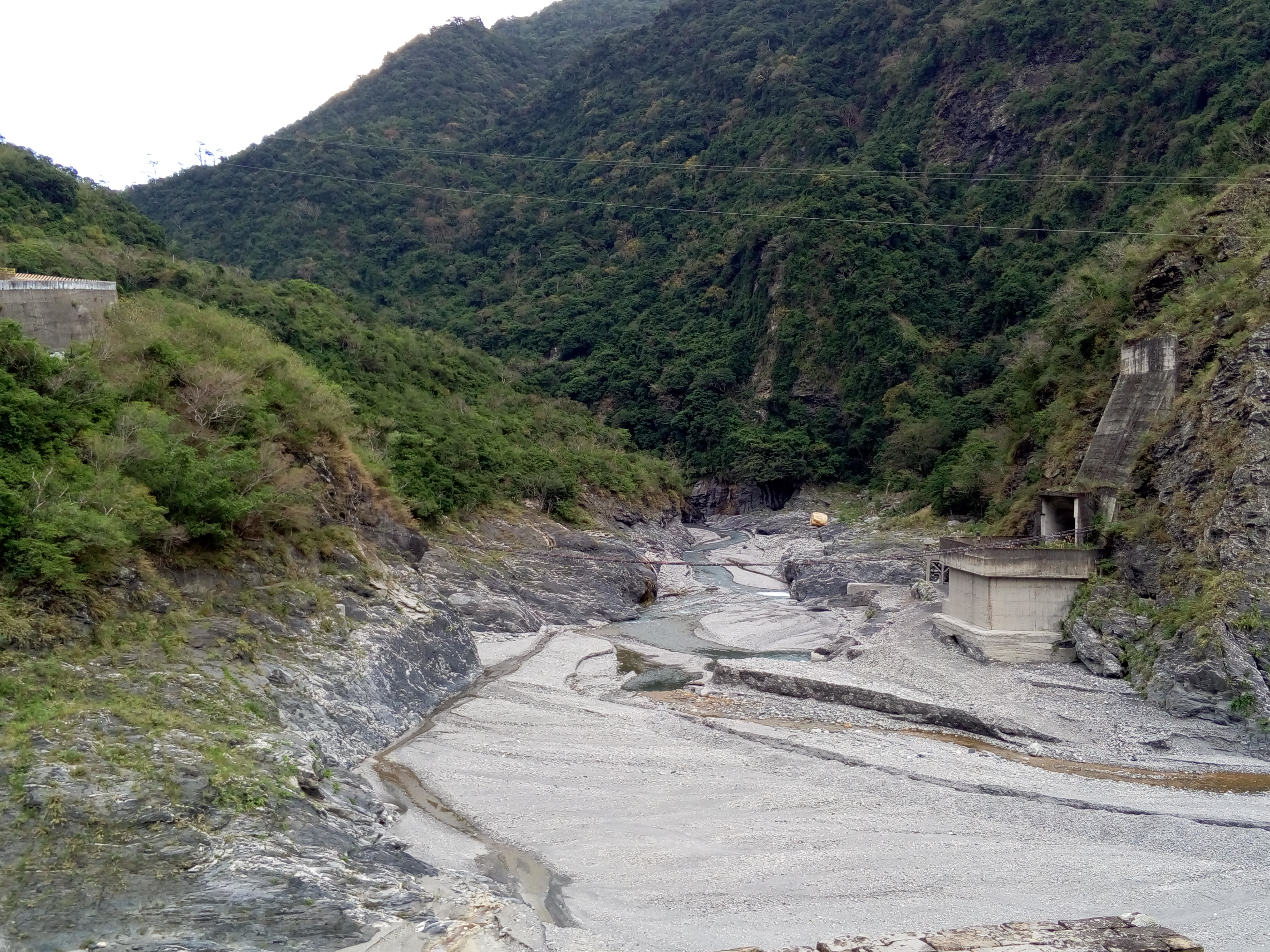
從水利公園遠眺進入卑南上圳進水口內部的清水吊橋，該吊橋已在風災中毀損無法通行
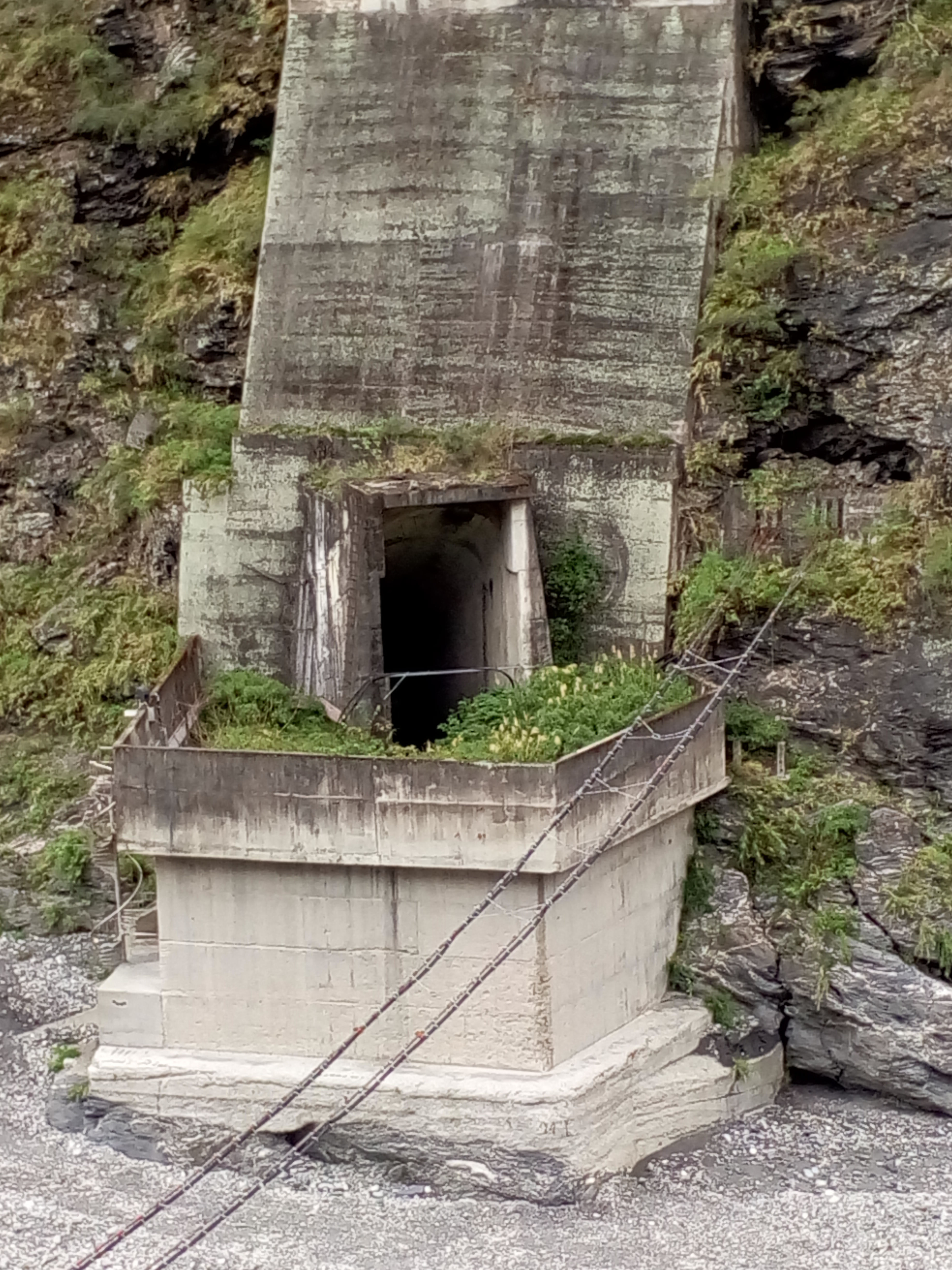
卑南上圳進水口的內部入口坑道

### 攔河堰
卑南上圳於進水口設有一座攔河堰，名為上里攔河堰，全長71公尺，壩高20.4公尺，壩頂標高213.4公尺，壩頂寬度5.8公尺，壩型為重力壩，壩體內設置有廊道，廊道高2.2公尺，寬1公尺，水平長度35公尺。

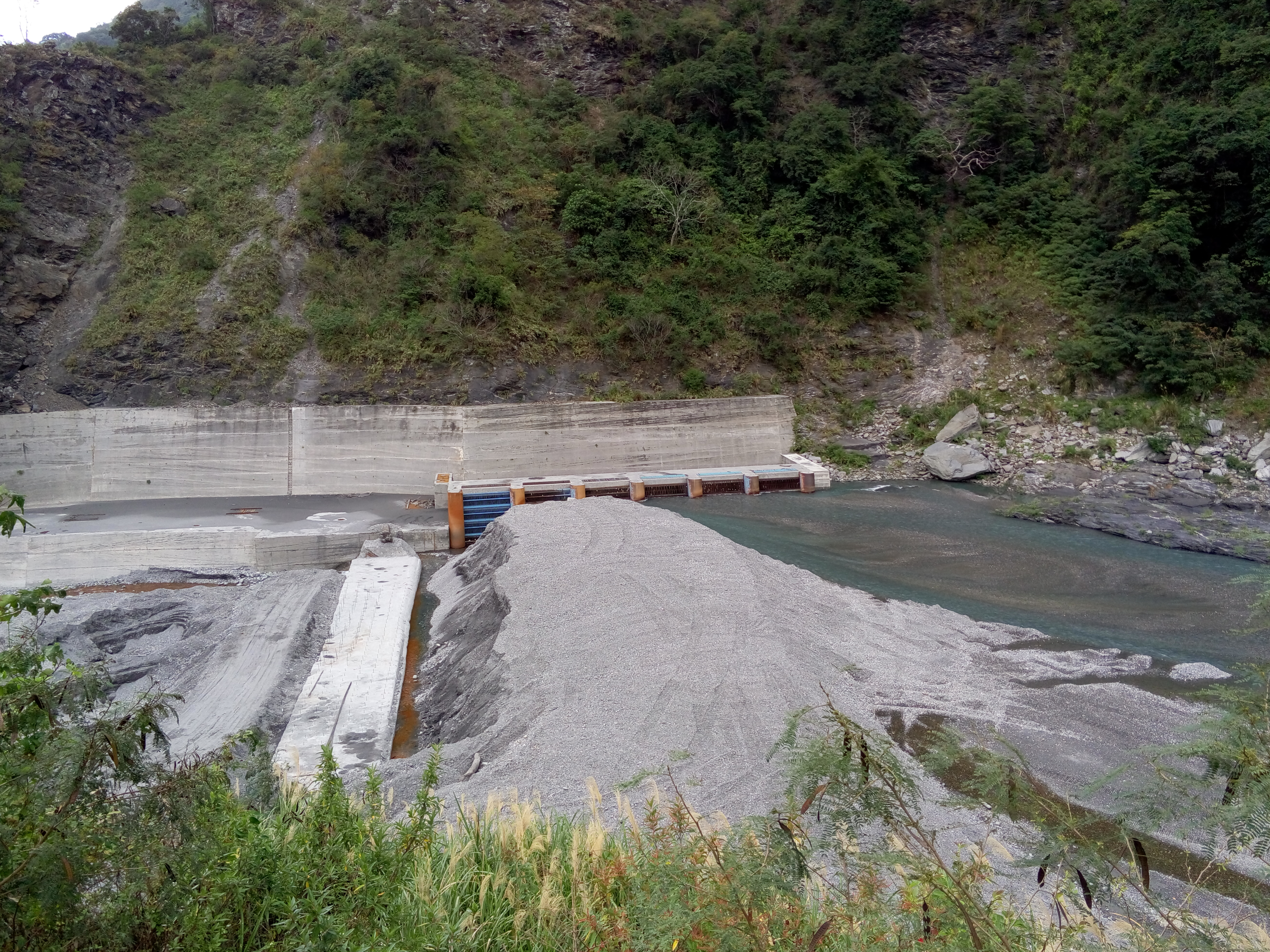
卑南上圳上里攔河堰，目前已臨時土堤加高以防止下游的麥德姆颱風災害工程遭沖毀

於上里攔河堰下方設置有一座攔砂壩，以保護上里攔河堰基座，避免遭到水流刷深，攔砂壩壩頂標高205公尺，壩高13公尺，壩長21.5公尺，壩頂寬3公尺，攔砂壩工程於1987年（民國76年）4月27日完工啟用。

### 沉沙池
卑南上圳沉沙池共設有兩座，第一沉沙池進水處設有兩座閘門，沉沙池末端設有排砂閘門三座及中央控制閘門一座，第二沉沙池則設有一座排砂閘門。
- 第一沉沙池，總淨寬13.4公尺，總長55公尺，平均流速0.3公尺，最大淤沙體積（淤滿至210.33公尺）462立方公尺[1]
  - 進水閘門：高2.0公尺，寬2.0公尺。[1]
  - 排砂閘門：高1.8公尺，寬1.8公尺。[1]
  - 中央控制閘門：高2.35公尺，寬2.35公尺。

- 第二沉沙池，總淨寬38公尺，總長6.7公尺，平均流速0.3公尺，最大淤沙體積（淤滿至210.5公尺）148立方公尺
  - 排砂閘門：高2.0公尺，寬2.0公尺。[1]

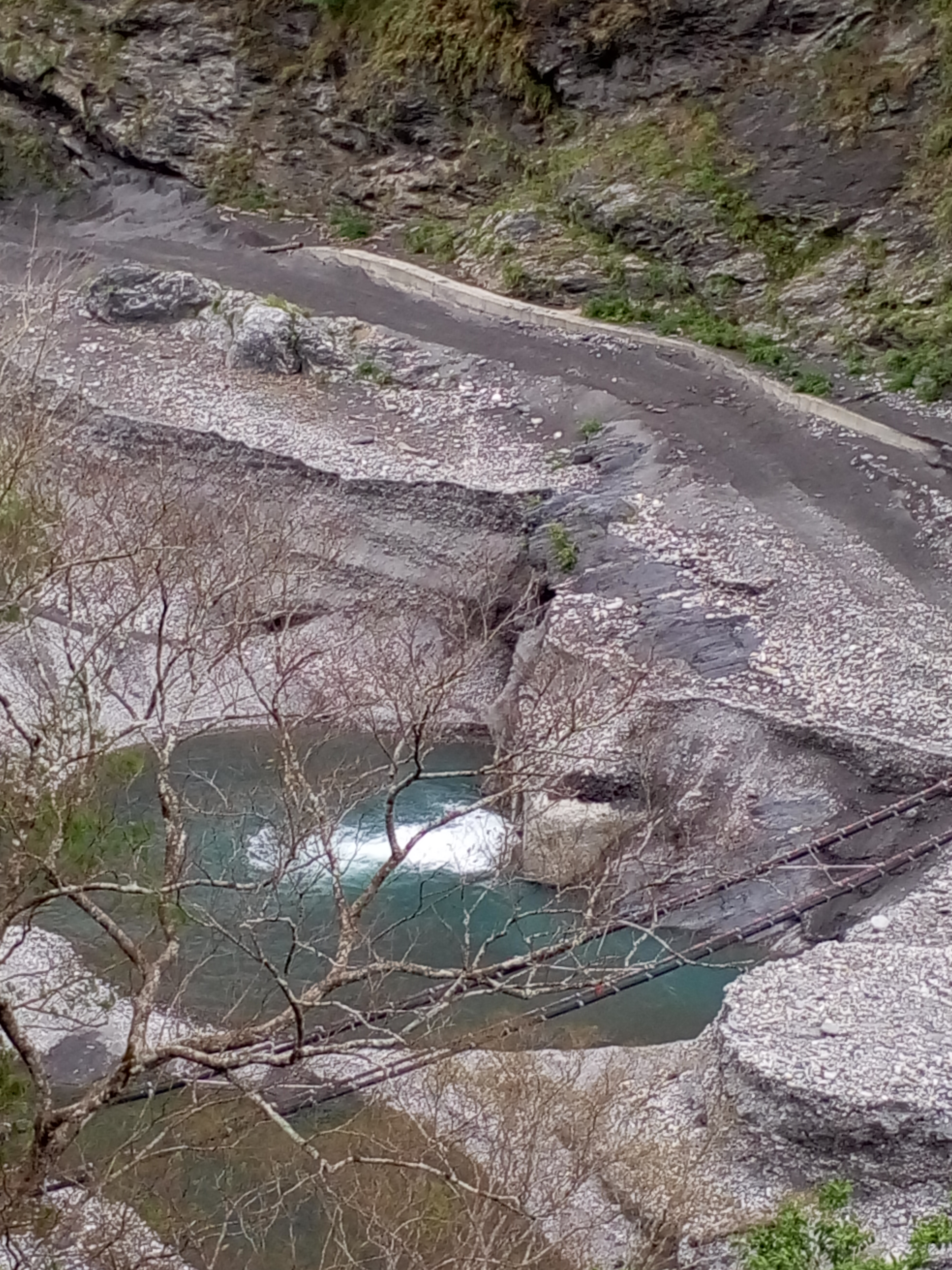
卑南上圳第一沉沙池的排砂隧道出口
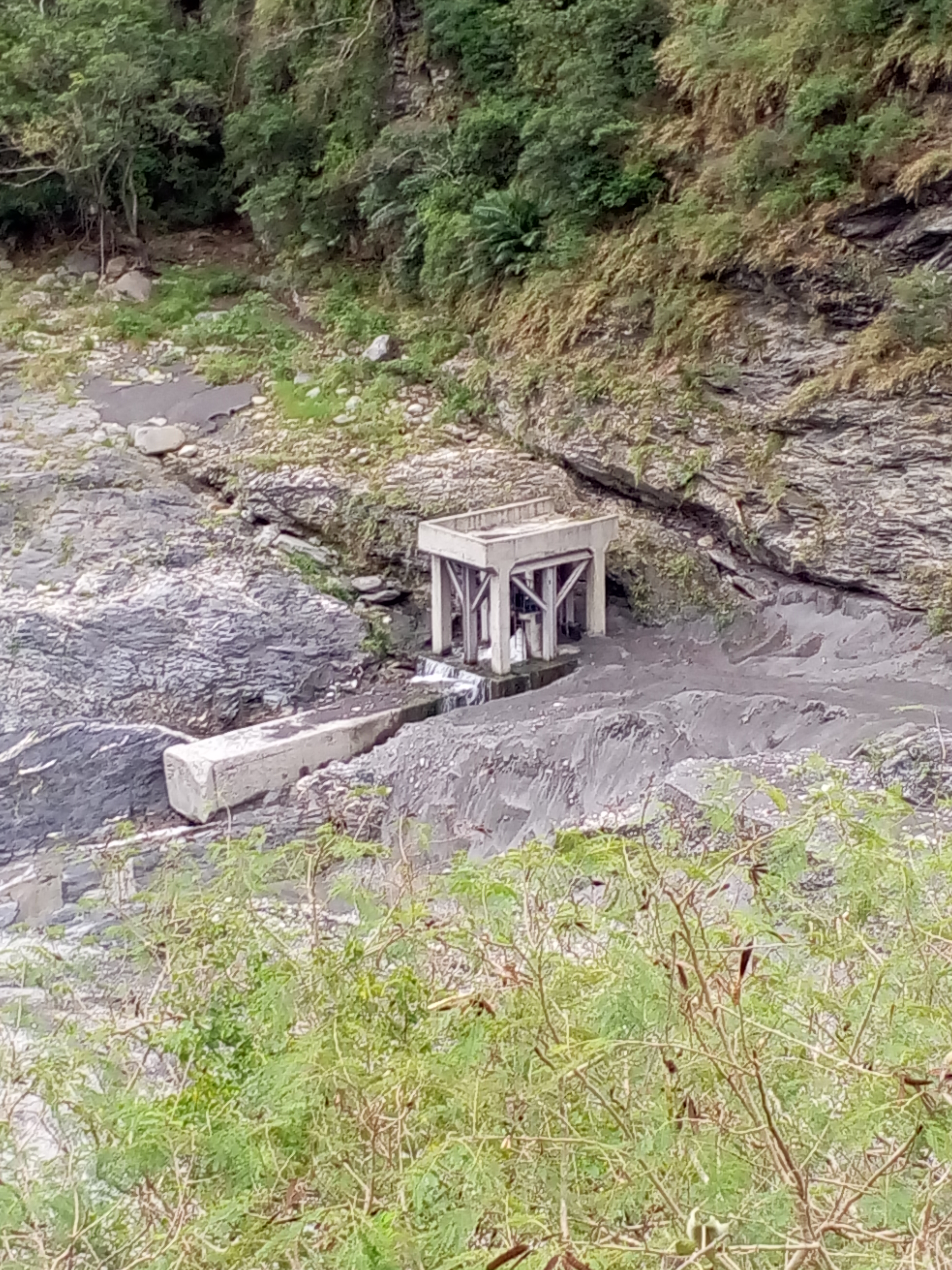
卑南上圳第二沉沙池的排砂隧道出口

### 調整池
卑南上圳調整池最初在1985年（民國74年）開始規劃，1986年（民國75年）全面推動調整池計畫，並規劃設有兩座調整池，一座位於卑南鄉賓郎四格山山腰處，該調整池即為現今的十股調整池。
第二座調整池原計畫設置於卑南鄉卑南國中後方與卑南文化公園之山腰處，後因當地土地徵收問題遲無法解決，因此取消第二座調整池之興建計畫。
十股調整池位於卑南鄉賓朗村四格山坡的高台地，由卑南上圳幹線的上游段引水，經由四公里的管線送至調整池，運用自然落差蓄水，實施噴灌。
台東農田水利會於該調整池周遭設有休憩公園。

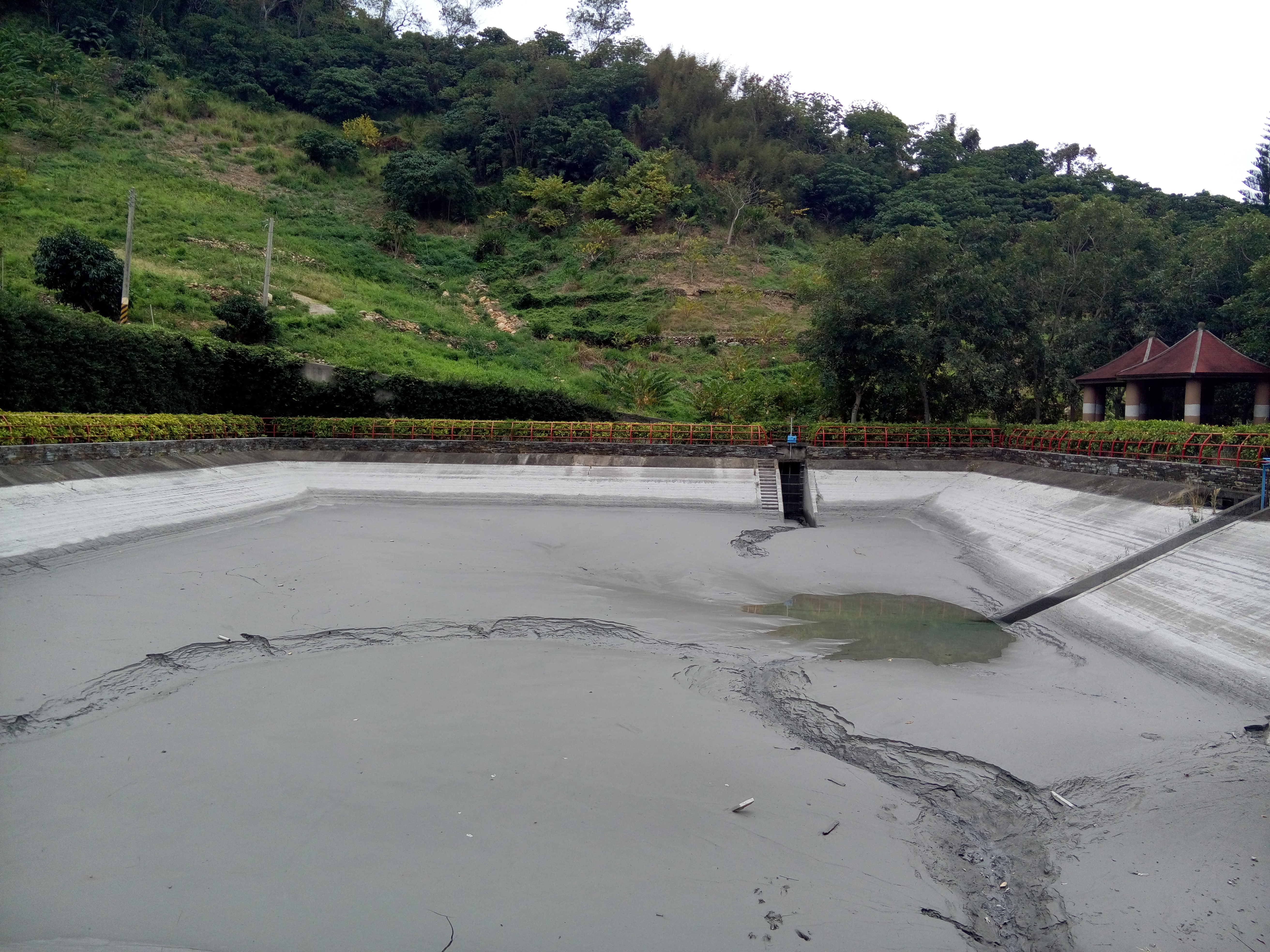
卑南上圳十股調整池冬季停灌期一景
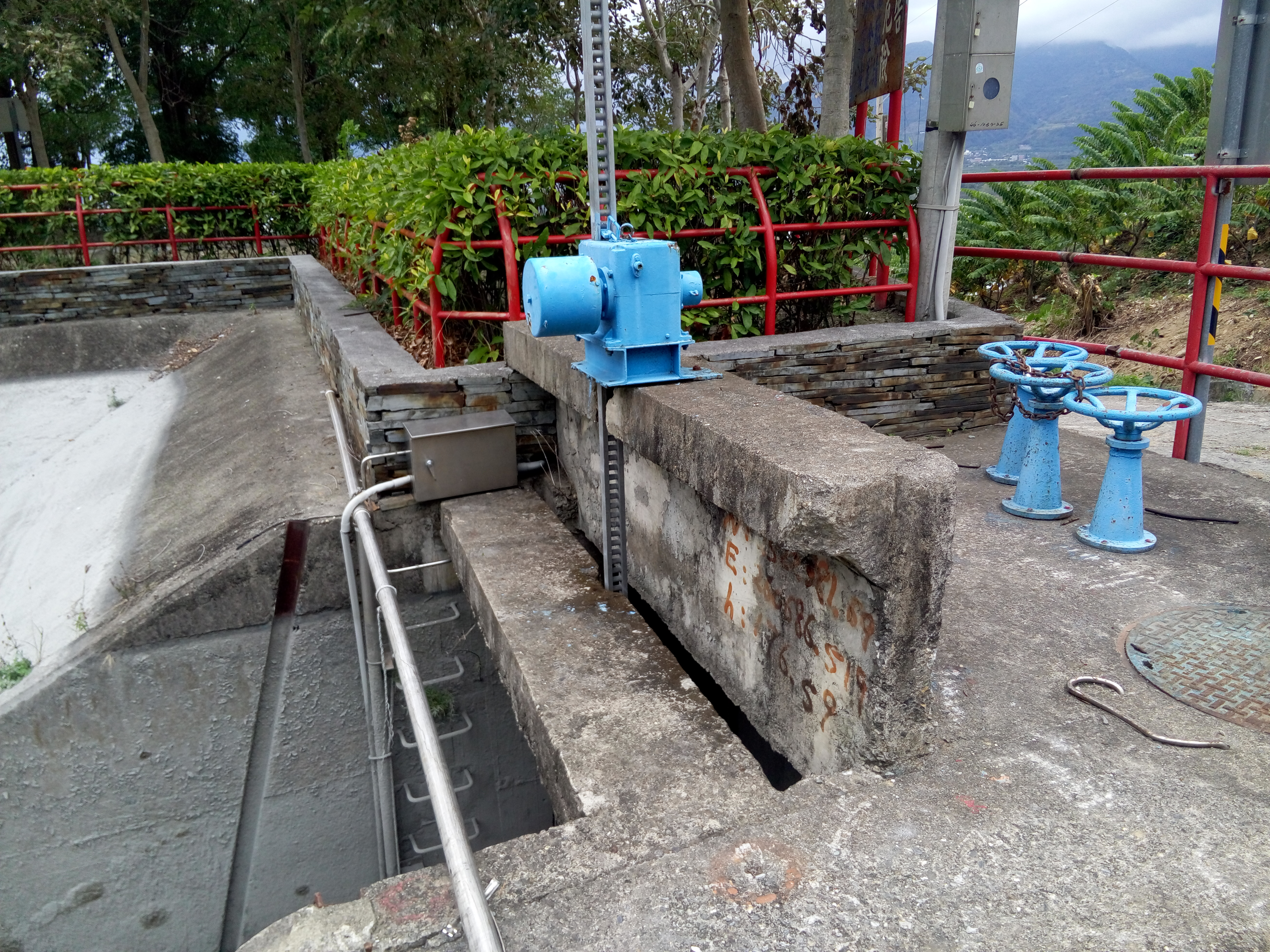
卑南上圳十股調整池閘門
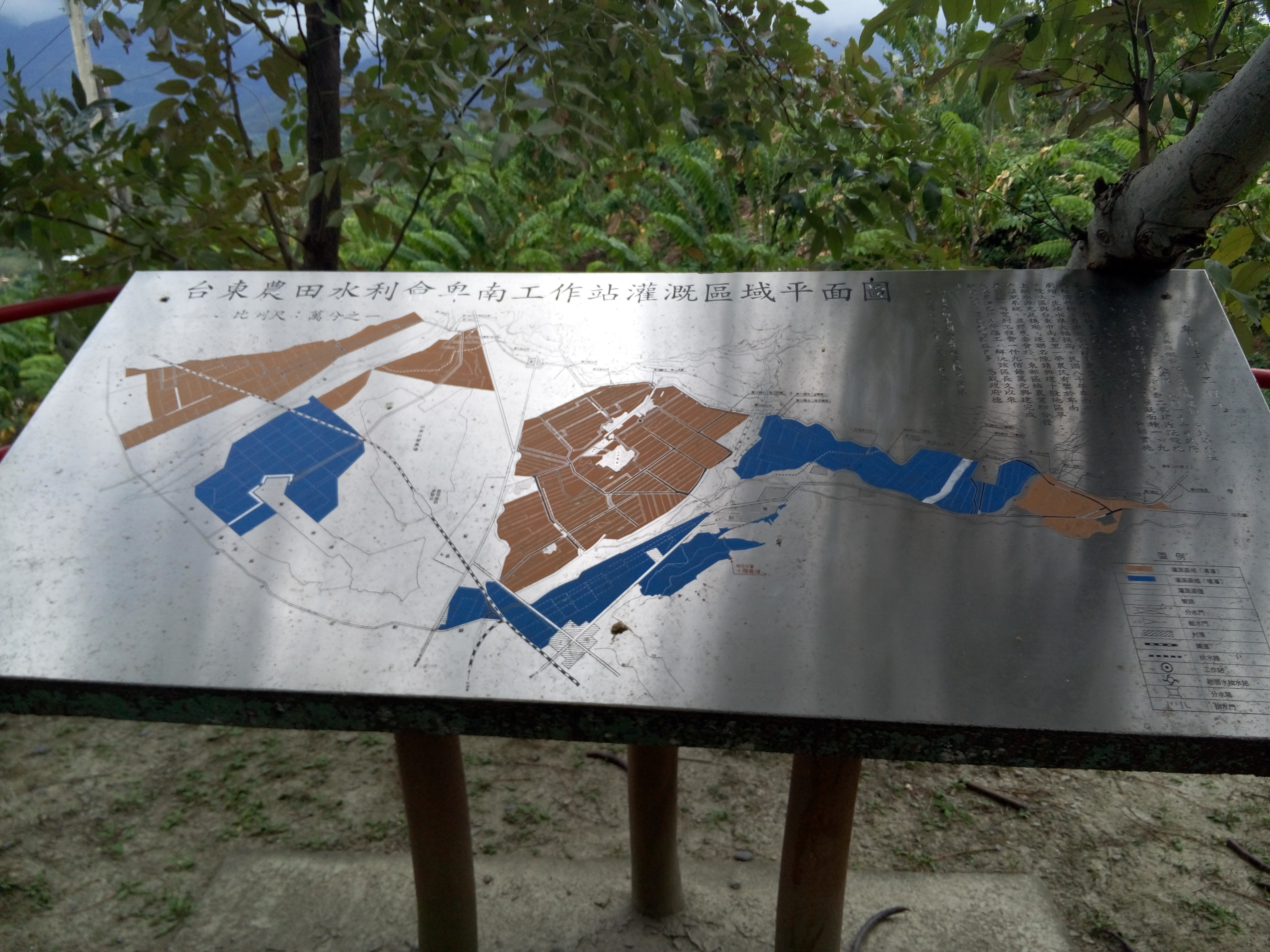
卑南上圳十股調整池解說牌

### 導水設施
排砂隧道兩座，位於第一沉沙池的排砂隧道長86.5公尺，形式為為直徑2公尺的圓形隧道，位於第二沉沙池的排砂隧道長75.57公尺，其中，95.57公尺段隧道形式為直徑2公尺的圓形，其餘16公尺為箱涵形式。
導水隧道4,086公尺，斷面為2R（R=1.17公尺）的標準馬蹄鐵形式，初始計畫之通水量為每秒7.206立方公尺，流速為每秒1.8立方公尺，其中隧道進水口（上里端）標高210.15公尺，出水口（初鹿端）標高206.07公尺。
主幹線12,770公尺，並在幹線上設置有六座電動耙污機，而支線共四條，總長7,270公尺、灌溉幹管共三條總長16,100公尺及其他灌排設施若干座。

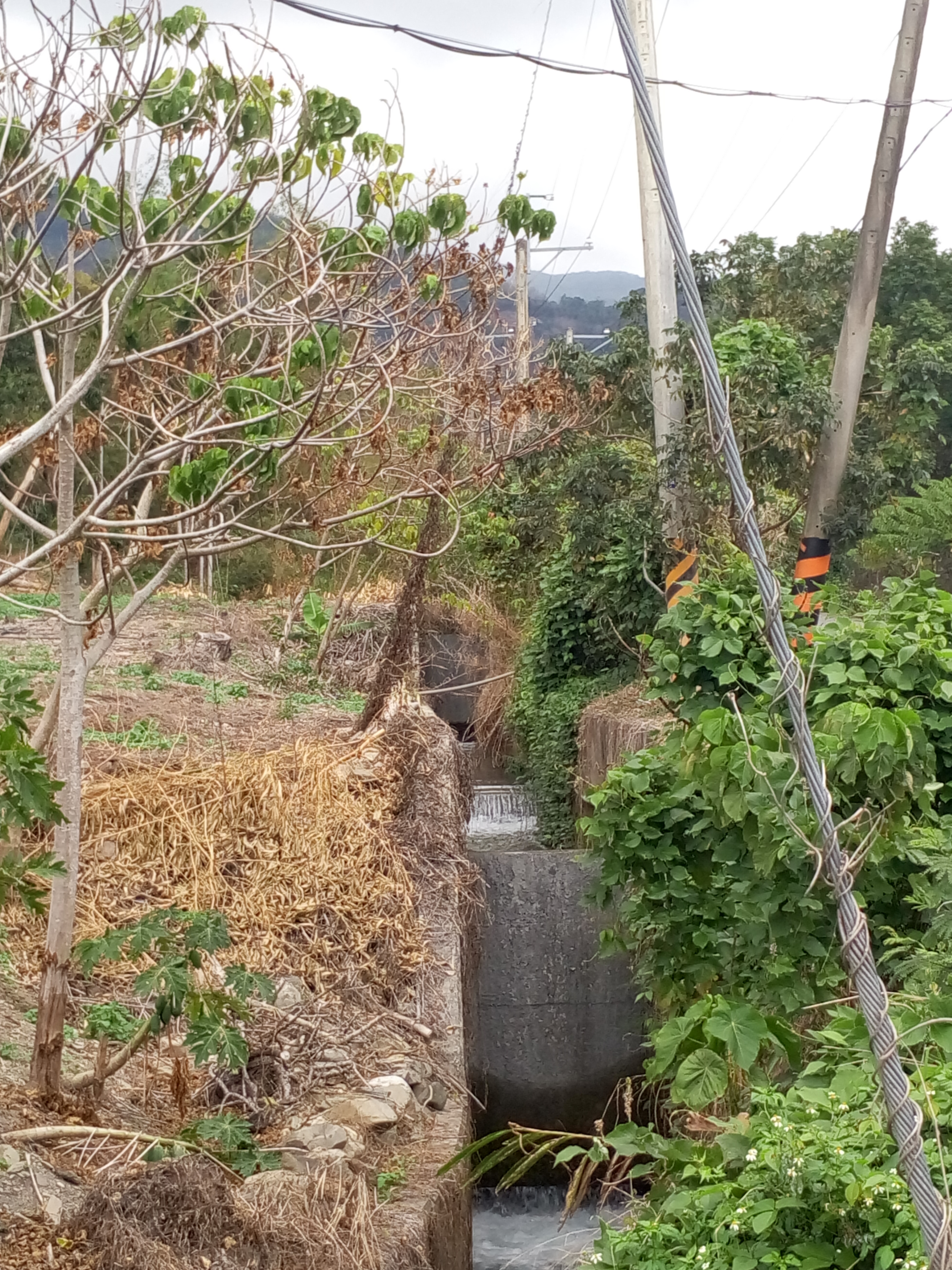
卑南上圳位於東城村的19座連續跌水工末端
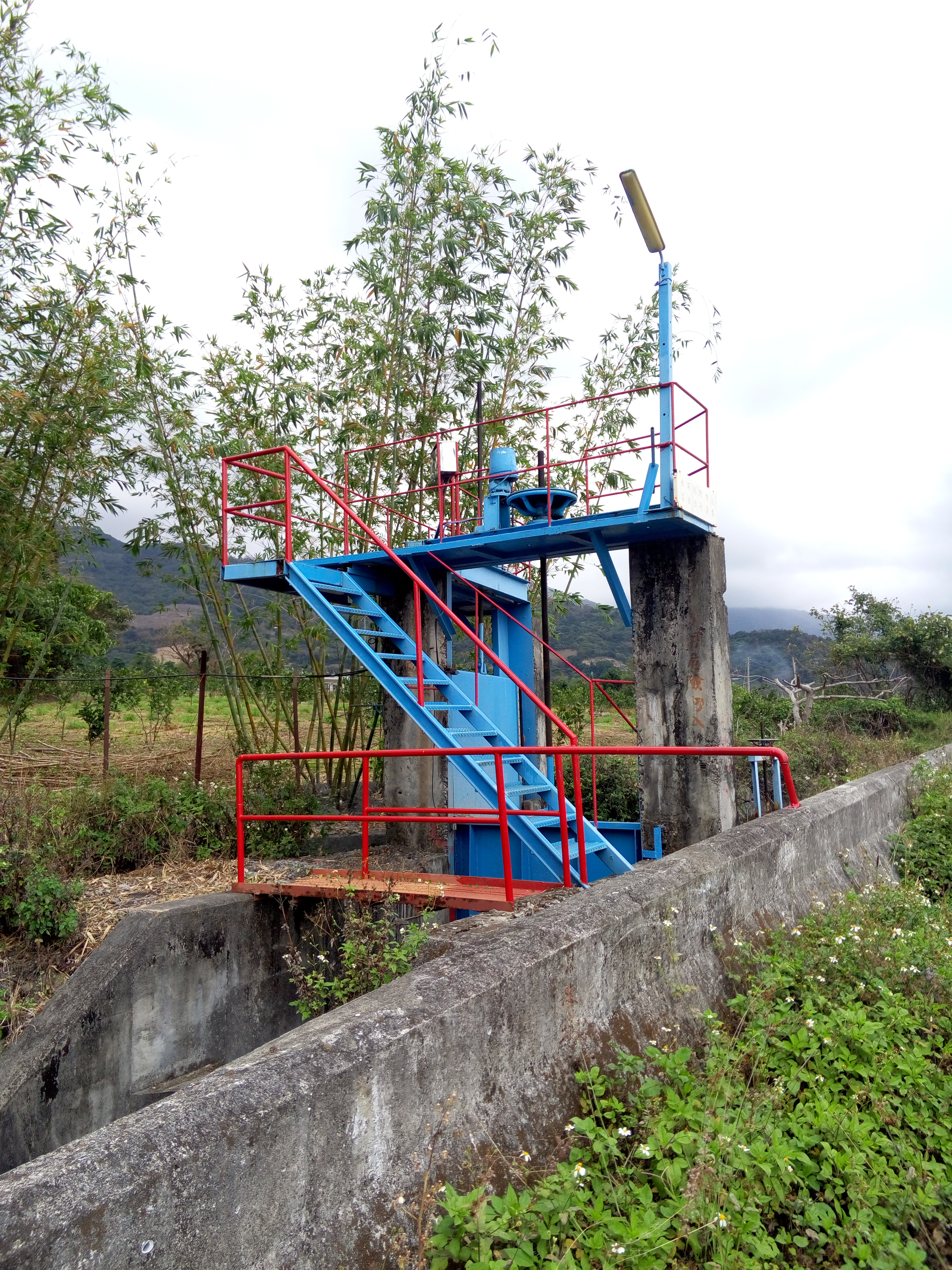
卑南上圳幹線上的一座分水門
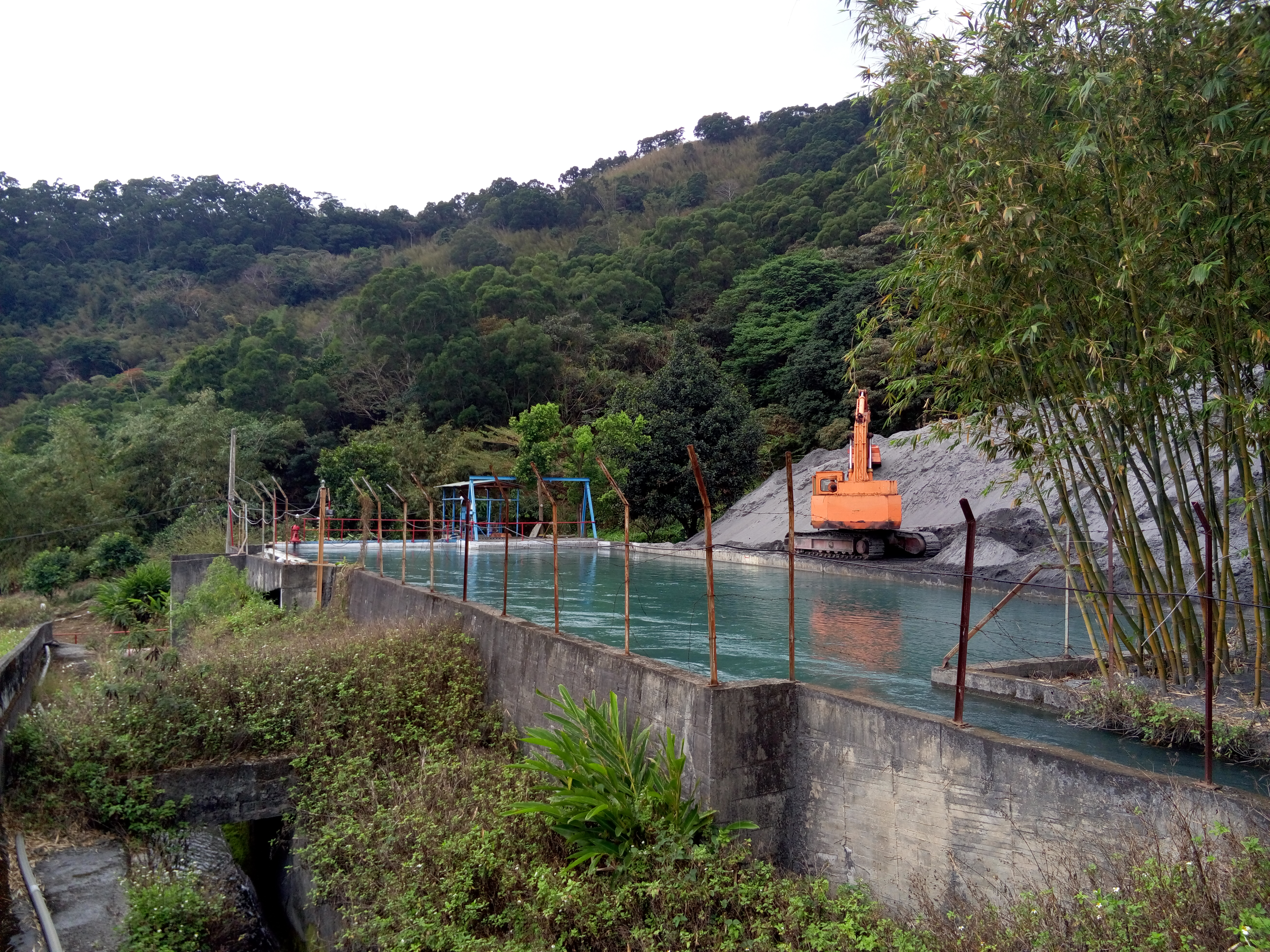
卑南上圳幹線上的一座沉沙池，該處為19座跌水工之起點以及水力發電廠進水口
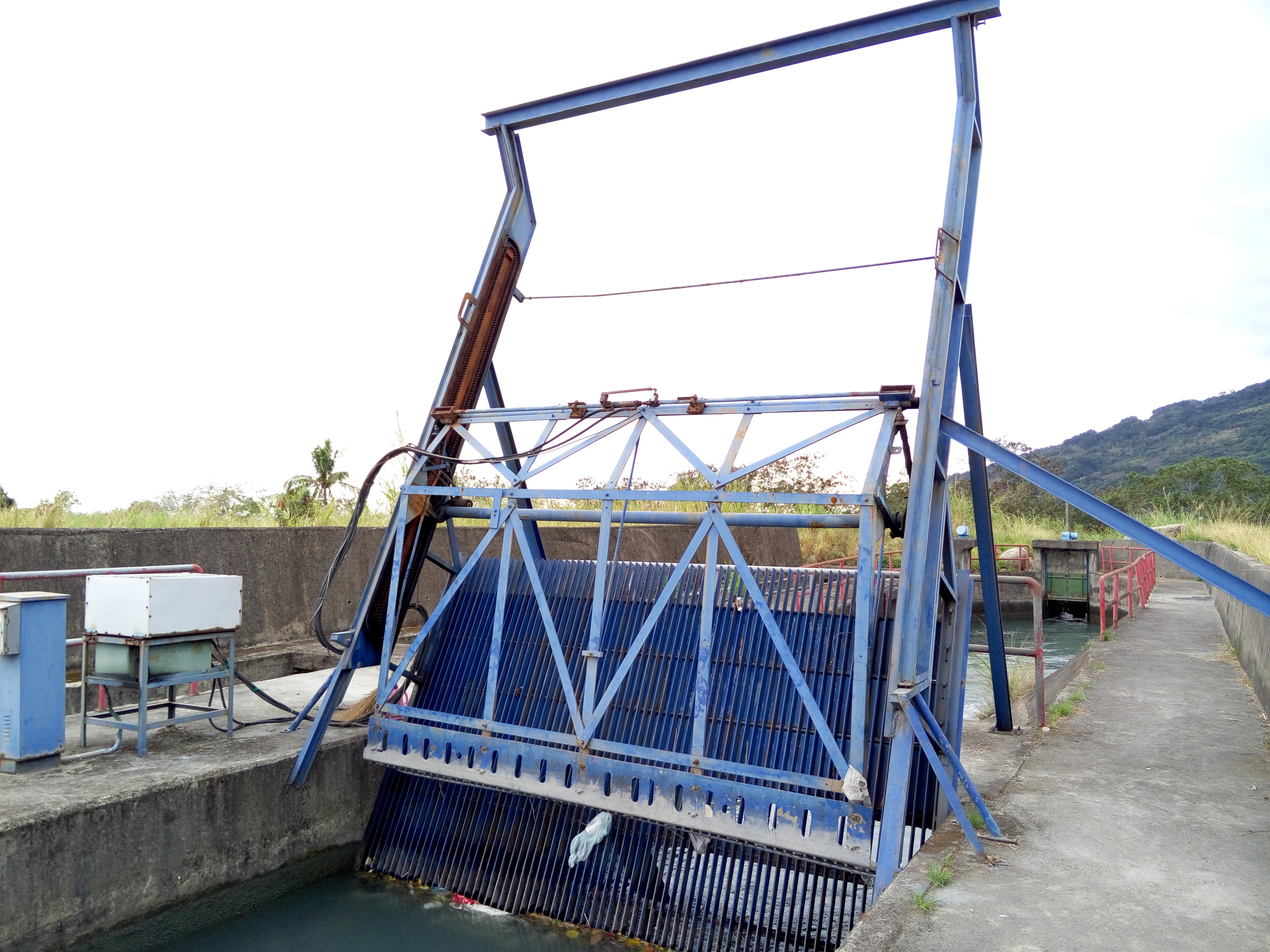
卑南上圳幹線上的電動耙汙機
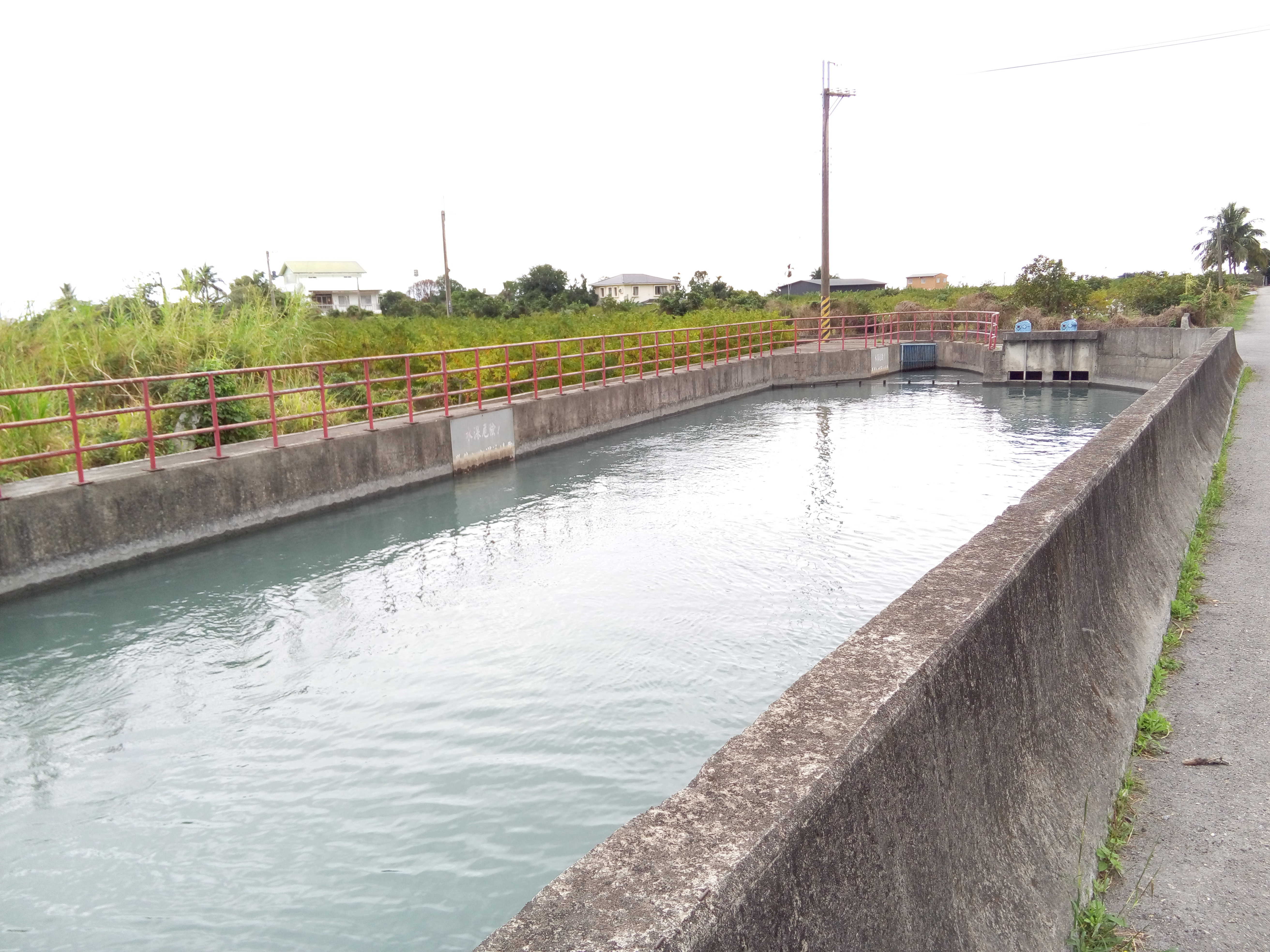
卑南上圳利嘉灌溉區沉沙池

### 水利公園
- 進水口水利公園

自2002年（民國91年）起，台東農田水利會著手規劃於卑南上圳進水口進行綠美化工程。該工程在進水口管理站周圍設有植栽工程1全，涼亭2座，木製欄杆，1全仿木欄杆1全。

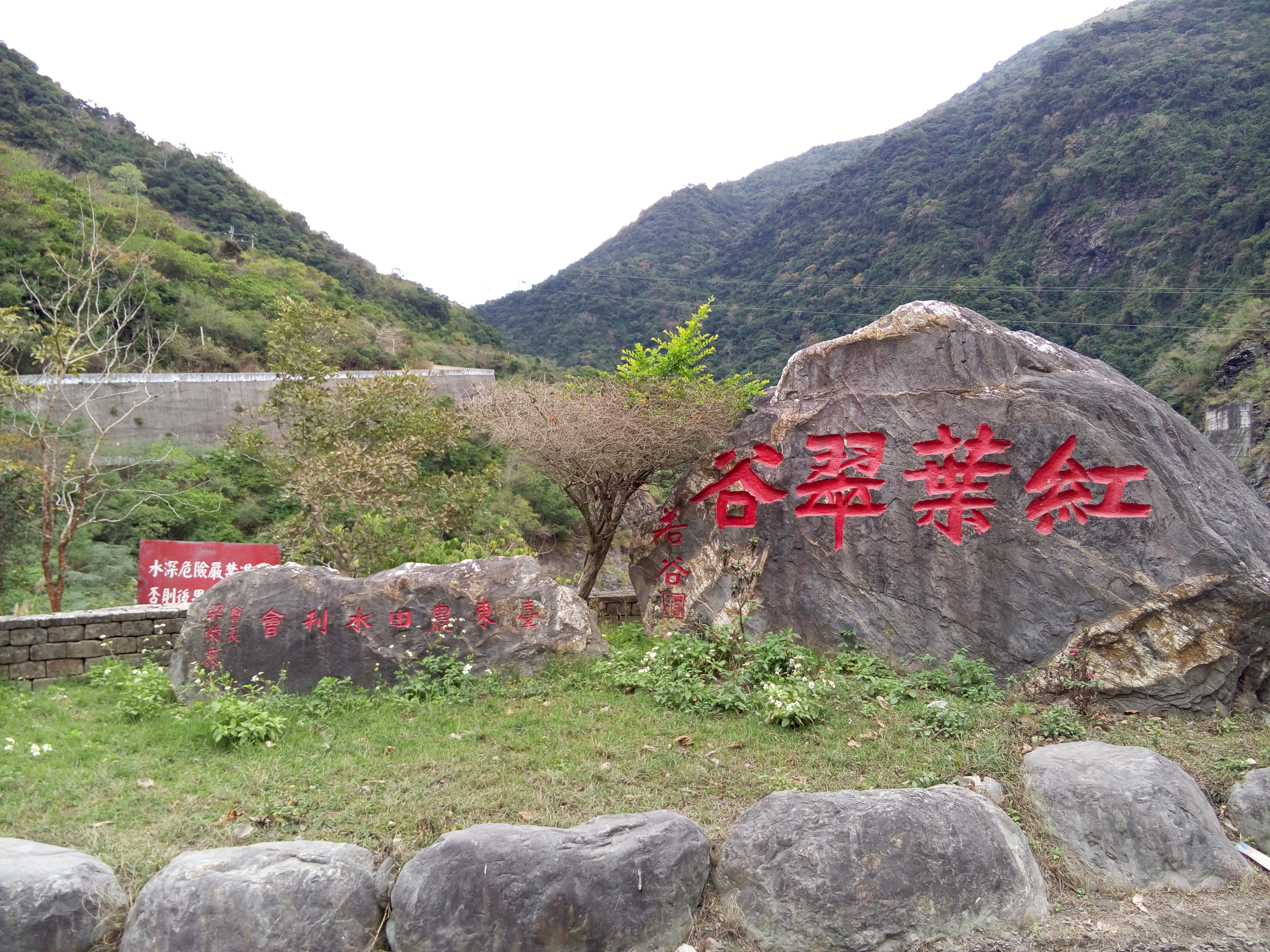
台東農田水利會所設立之卑南上圳進水口水利公園門口的大石，刻有紅葉翠谷一題
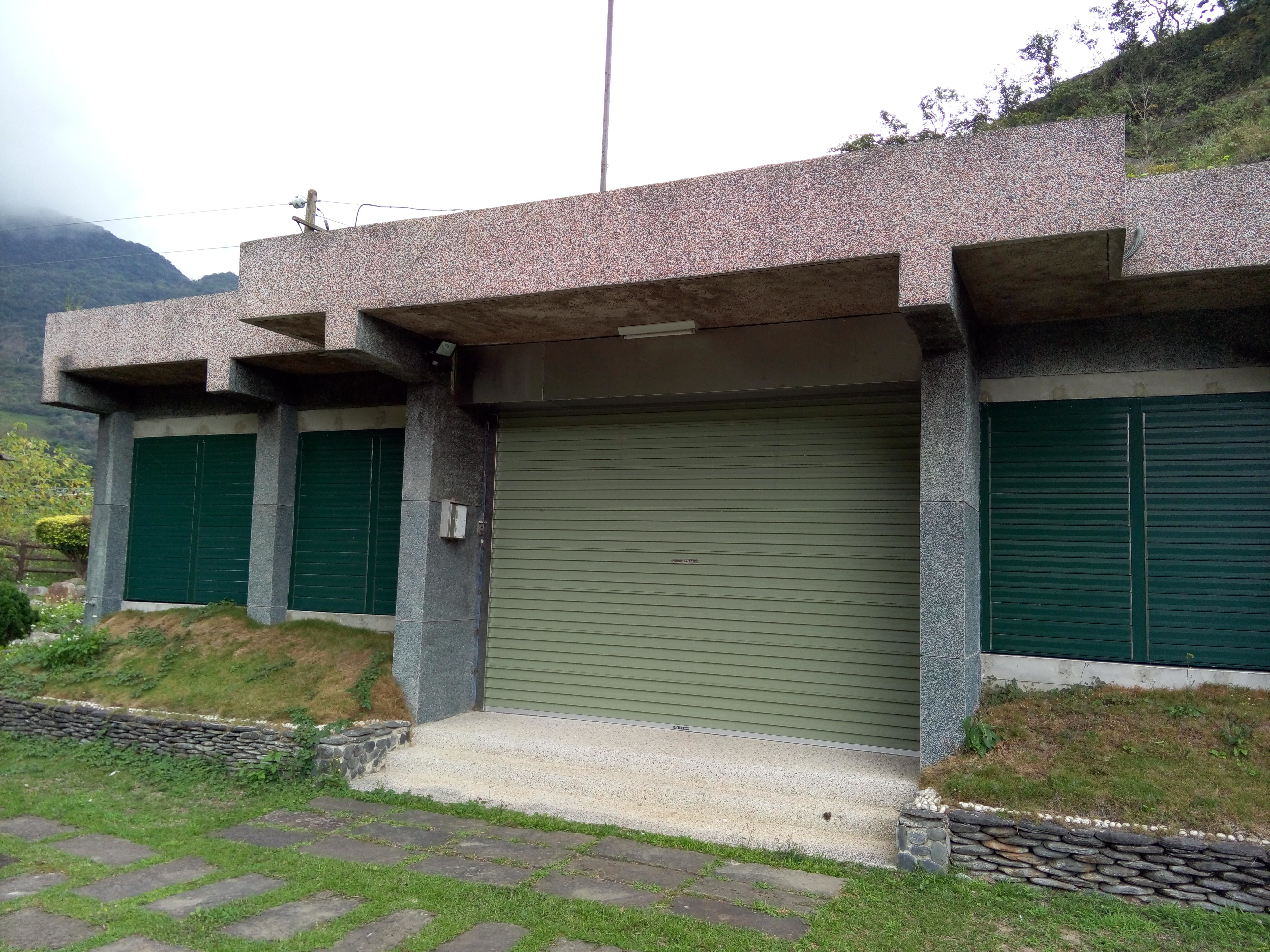
位於卑南上圳進水口水利公園內的台東農田水利會工作站
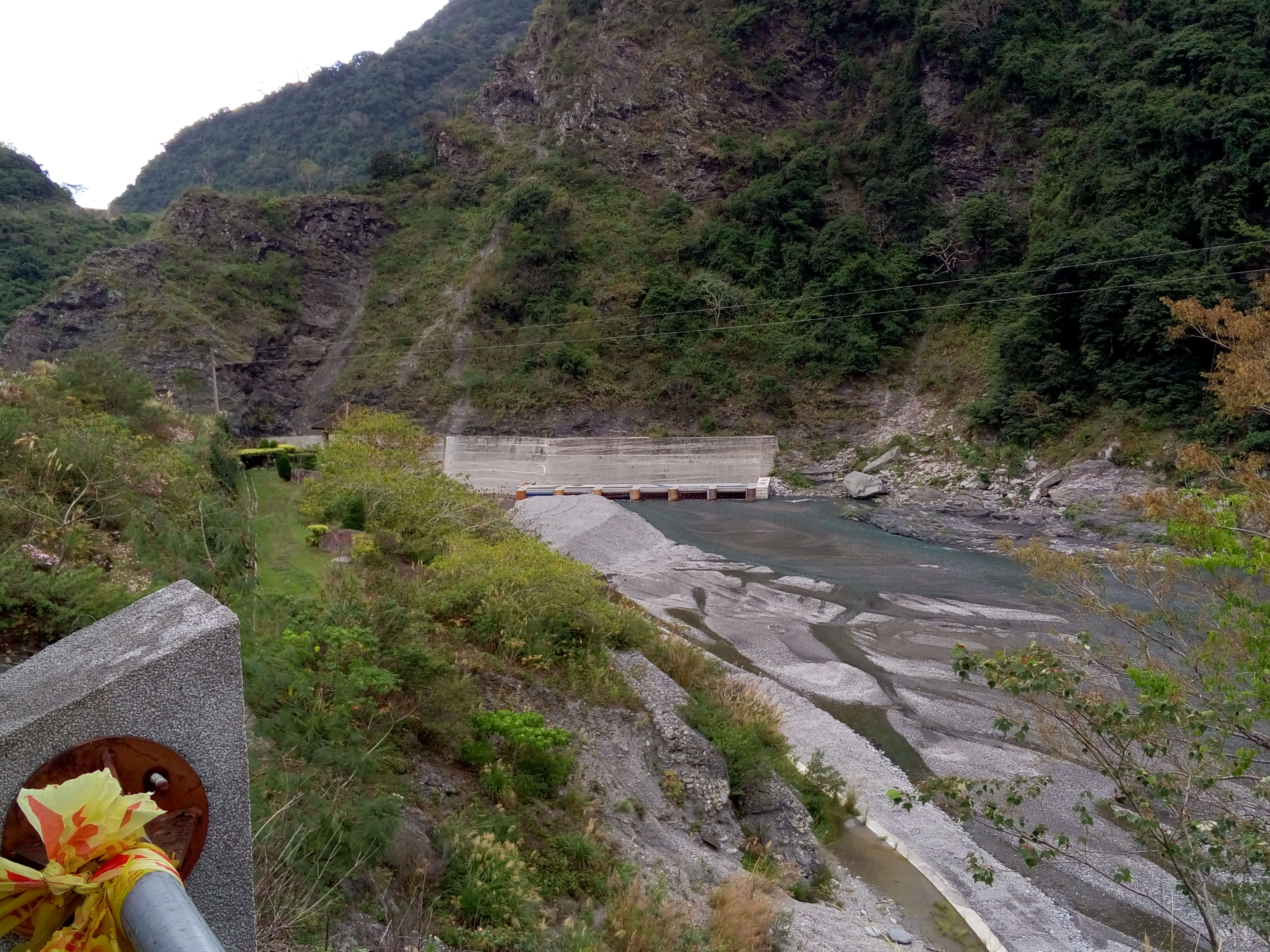
從卑南上圳進水口水利公園遠眺卑南上圳進水口
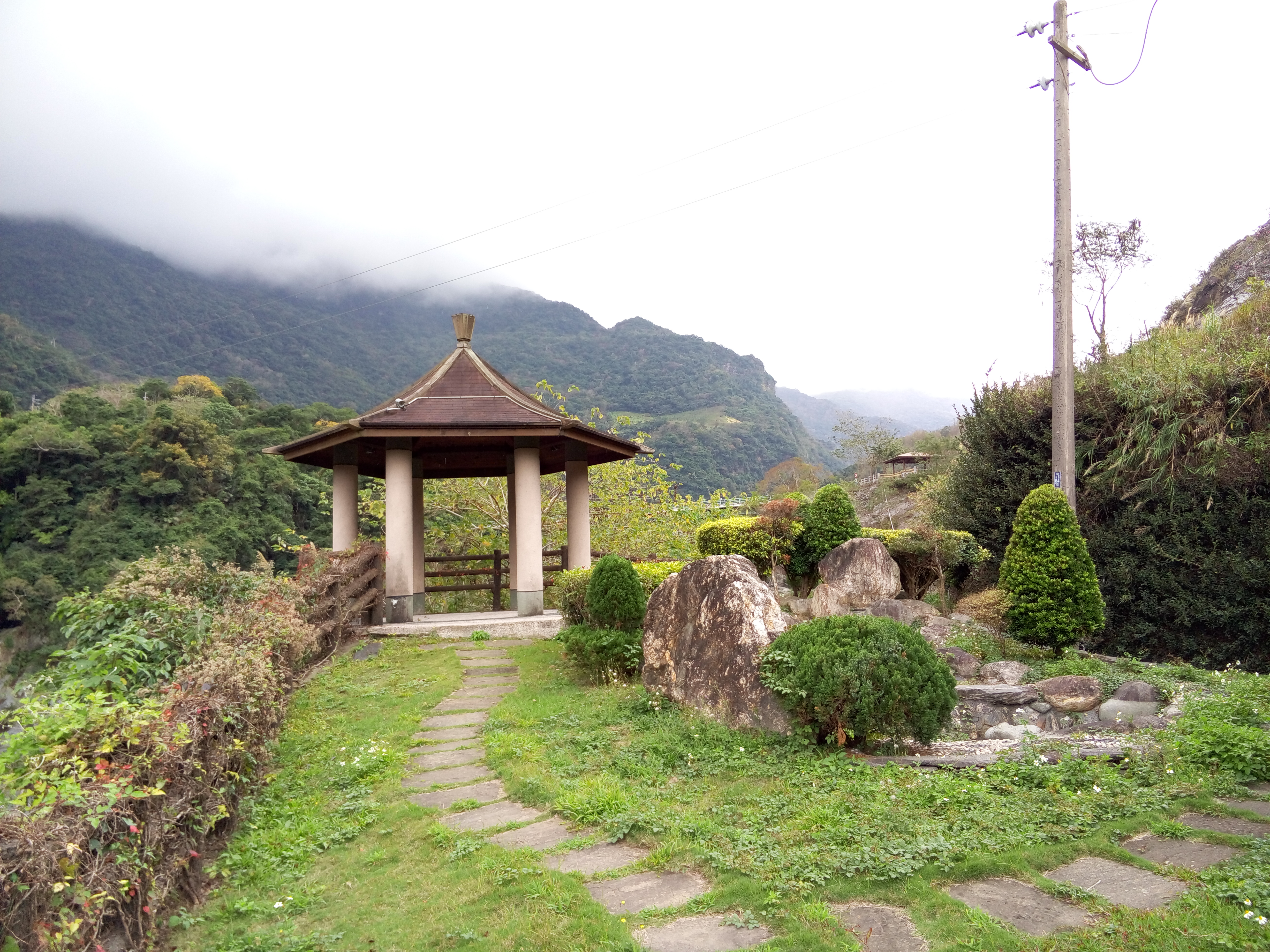
卑南上圳進水口水利公園一景

### 水力發電
卑南上圳小型發電廠，是全臺第一座利用農田灌溉水圳圳道高度落差來進行發電的小型的民營水力發電廠，於1990年（民國79年）完工並啟用。

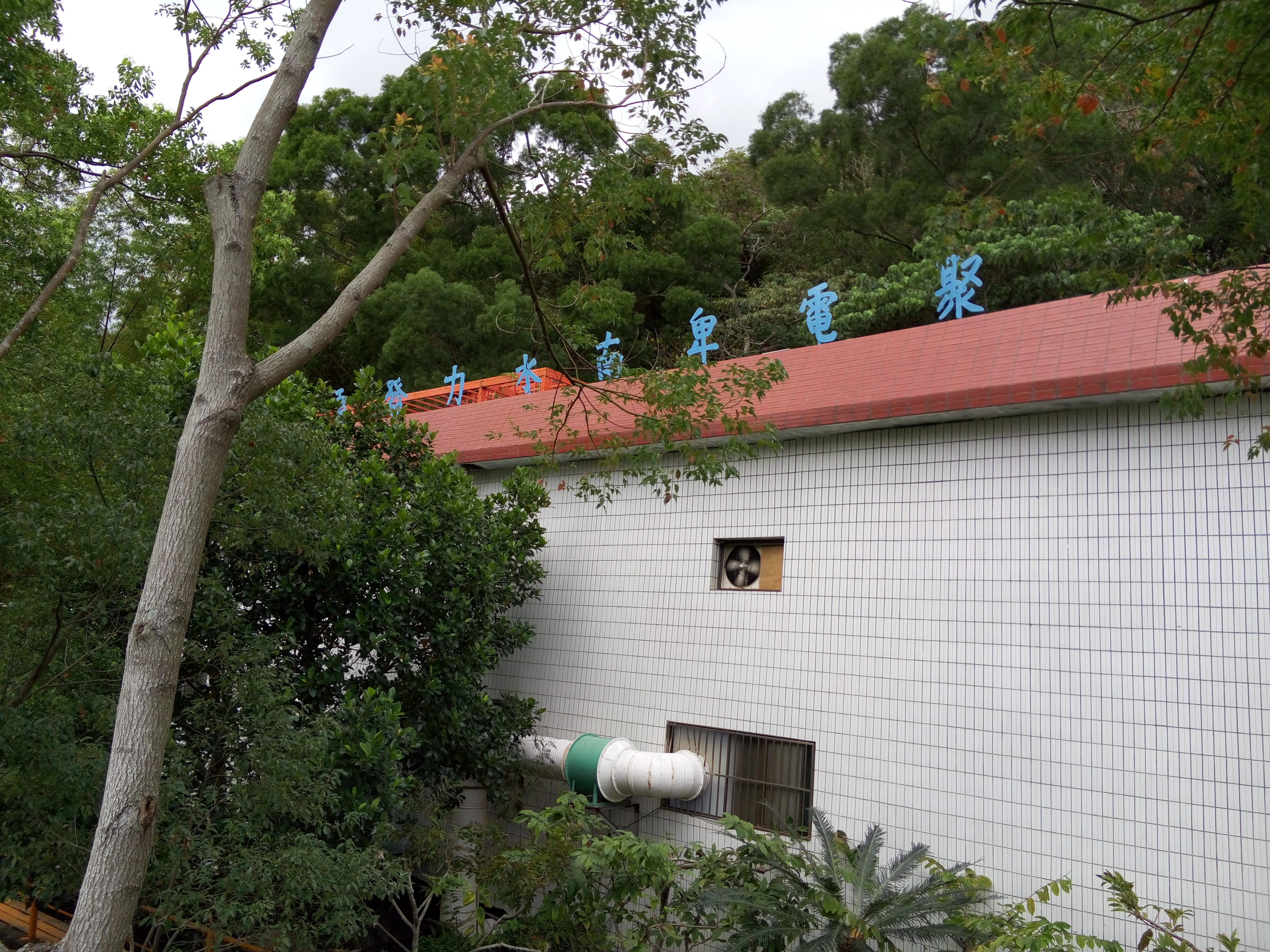
聚電開發公司卑南上圳水力發電廠
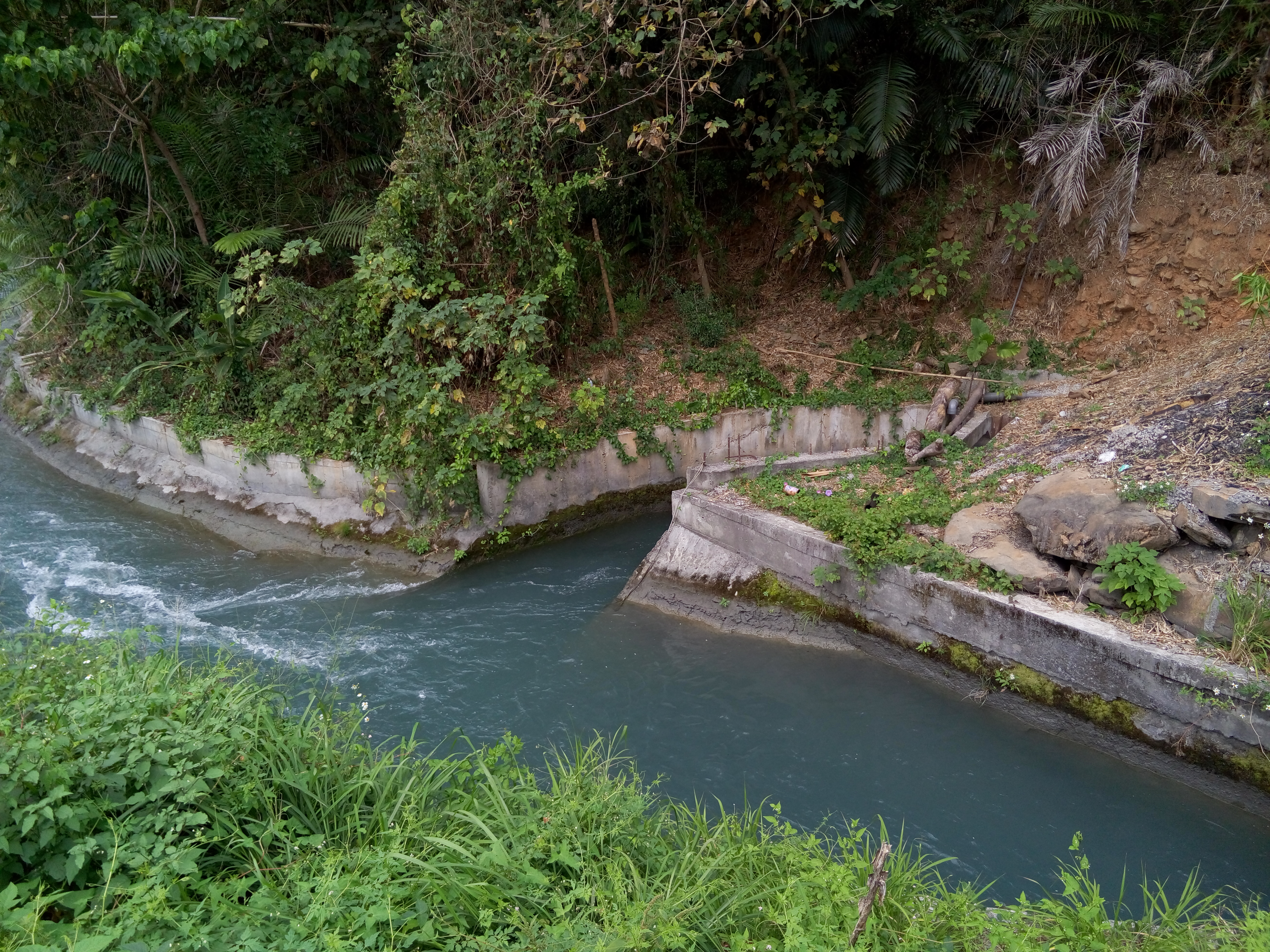
聚電開發公司卑南上圳水力發電廠發電尾水出口，尾水再度匯流回卑南上圳幹線

## 周遭景點
- 紅葉溫泉
- 鹿野高台
- 內本鹿越嶺古道
- 紅葉少棒紀念館

## 資料來源
1. 1 2 3 4 5 6 7 8 9 10 11 12 13 14 15 16 17  賴亮郡. . 2012年  [2014年] （中文（繁體））.[永久]
2. ↑  林志興. 《原住民文獻》 (台灣: 原住民委員會). 2014-12, (2014年12月第十八期) （中文（臺灣））. |chapter=被忽略 (帮助); 缺少或|title=为空 (帮助)
3. 1 2  . 人間通訊社.   [2012-09-10]. （原始内容存档于2014-12-07） （中文（繁體））.
4. ↑  . 更生日報.   [2013-10-15]. （原始内容存档于2014-12-08） （中文（繁體））.
5. ↑  . 自由時報.   [2014-01-24]. （原始内容存档于2014-12-08） （中文（繁體））.
6. ↑  .   [2014-12-06]. （原始内容存档于2014-12-09）.
7. ↑  .   [2014-12-06]. （原始内容存档于2015-01-22）.
8. ↑  .   [2014-12-06]. （原始内容存档于2014-12-08）.
9. 1 2  .   [2014-12-06]. （原始内容存档于2014-12-08）.
10. ↑  . 農田水利聯合會.   [2014-12-06]. （原始内容存档于2016-03-04） （中文（繁體））.
11. ↑  .   [2014-12-06]. （原始内容存档于2014-12-08）.